# Panama City Beach
Panama City Beach – miasto w Stanach Zjednoczonych, w stanie Floryda, w hrabstwie Bay.
Miasto znane jest również jako Stolica Wraków Południa ze względu na znajdującą się tam dużą liczbę historycznych wraków.